# Fergusonit
Fergusonit, eller brun yttroantalit, är ett mineral som är rikt på de sällsynta grundämnena niob, tantal, yttrium, erbium och cerium och i synnerhet består av yttriumniobat och –tantalat. Minaralet har brunsvart färg och halvmetallisk glans.
Olika typer av mineralet kan ha en dominant andel av en särskild metall, men alla typer har mindre inslag av alla sällsynta jordartsmetaller.

## Förekomst
Fergusonit förekommer i granit-pegmatit t.ex. vid Ytterby fältspatbrott nära Vaxholm, vid Broddbo, Finnbo och Kårarvet vid Falun. Kända förekomster finns också på södra Grönland, på flera ställen kring Arendal och Moss i Norge, på Sri Lanka, Madagaskar samt olika platser i Amerika, i synnerhet i Texas där stor brytning förekommit.

## Användning
Mineralet kommer till användning vid tillverkning av glödstrumpor för gasljus.